# トランスフォーマー (2007年の映画)
『トランスフォーマー』（Transformers）は、2007年のアメリカのSFアクション映画で、同名の玩具シリーズを原作としている。監督はマイケル・ベイ、製作総指揮はスティーヴン・スピルバーグが務め、映画「トランスフォーマー」シリーズの第1作目である。シャイア・ラブーフ、タイリース・ギブソン、ジョシュ・デュアメル、アンソニー・アンダーソン、ミーガン・フォックス、レイチェル・テイラー、ジョン・タトゥーロ、ジョン・ヴォイトらが出演し、声優のピーター・カレンとヒューゴ・ウィーヴィングがそれぞれオプティマス・プライムとメガトロンの声を担当している。
批評家からは賛否両論の評価を受け、観客からは好意的な反応を得た。全世界で7億900万ドルの興行収入を記録し、米国では4,600万枚のチケットが販売されたと推定され、2007年の第5位の興行収入を記録した。本作品は視覚効果協会から4つの賞を受賞し、アカデミー賞では音響編集賞、録音賞、視覚効果賞の3部門にノミネートされた。その後、『トランスフォーマー/リベンジ』（2009年）、『トランスフォーマー/ダークサイド・ムーン』（2011年）、『トランスフォーマー/ロストエイジ』（2014年）、『トランスフォーマー/最後の騎士王』（2017年）の4本の続編が製作されたほか、2018年にはスピンオフ作品『バンブルビー』も公開された。

## ストーリー
惑星サイバトロン。そこには機械や金属に生命を吹き込む放射を生む物質「オールスパーク」によって誕生した金属生命体「トランスフォーマー」たちが住んでいた。オールスパークを巡って「オートボット」と反乱軍「ディセプティコン」の間で激しい戦争が勃発。戦いの最中、オールスパークが宇宙に消えたことによってサイバトロンは荒廃、両軍はサイバトロンの再興のため宇宙へと旅立つのであった。
オールスパークが地球にあることを突き止めたディセプティコンのリーダー・メガトロンは、地球に飛来するも墜落し北極圏にて氷漬けとなってしまう。1897年、冒険家のアーチボルト・ウィトウィッキーは北極圏探検の道中でメガトロンを発見し、その時に彼のメガネにオールスパークの在処を示す座標が刻まれた。
そして現代。中東カタールのアメリカ空軍基地に、数ヶ月前に撃墜されたはずの軍用ヘリコプター・MH-53が飛来。通信を試みる米軍だったが、MH-53は突如ロボットへと姿を変え基地を殲滅させ、さらに国家機密データにハッキングを試みる。その正体はディセプティコンの兵士ブラックアウトであった。このような被害の通達を受けたアメリカ国防総省では警戒態勢が敷かれるが、ディセプティコンの兵士フレンジーがエアフォースワンに侵入しハッキングを成功させた。壊滅したカタール基地の僅かな生き残りであるアメリカ軍兵士ウィリアム・レノックスらは、襲撃者の情報を伝えるためディセプティコンの追撃を受けながらも本国への帰還を試みる。
場面は移り、アメリカのロサンゼルス。アーチボルトの子孫である少年サム・ウィトウィッキーは車購入資金を集めるため、メガネを含むアーチボルトの遺品をネットオークションに出品していた。ようやく父親の許しを得て中古のカマロを購入したサムは、カマロのおかげもあって憧れの美少女ミカエラ・ベインズと急接近する。しかしサムは、ある真夜中にカマロが突然動き出しロボットに変形する様を目撃、またある日にはミカエラと共にロボットに変形するパトカーの襲撃に遭うなど、立て続けに奇妙な事態に直面する。そして、パトカーに変身していたディセプティコンの兵士バリケードに襲われる2人を救ったのはカマロに変身していたオートボットの戦士バンブルビーであった。バリケードとフレンジーを撃退した後、バンブルビーが空に向けて送ったメッセージを基に、オートボットのリーダー・オプティマス・プライムとその仲間のジャズ、アイアンハイド、ラチェットが地球に集う。サムはオプティマスからサイバトロンの過去と、アーチボルトのメガネを持つ自分がこの戦争の鍵を握っていることを伝えられるのであった。
メガネをオプティマス・プライムに渡そうとしたその矢先、サムたちはシーモア・シモンズ率いる秘密組織「セクター7」に拘束されてしまう。彼らは以前からトランスフォーマーの存在を確認しており、秘密裏に調査活動を行っていた。サムを救出しようとしたバンブルビーも捕まってしまうが、オプティマス・プライムらオートボットたちは人間を傷つけることを良しとせず、止む無くその場を離れた。サムたちを始め、カタールから生還したレノックスたちはフーバーダムへと案内されるが、そこには冷凍保存されたメガトロンとオールスパークが保管されており、歴代のセクター7はそれらを研究し現代の科学技術の進歩のために使用していたことを明かされる。サムはオールスパークを巡るオートボットとディセプティコンの抗争について説明し、開放されたバンブルビーはオールスパークを手に入れるが、一方でディセプティコンのNo.2であるスタースクリームの襲撃とフレンジーの潜入工作によってメガトロンが復活してしまう。
レノックスの提案で、フーバーダムから離れた街へオールスパークを移動させることになる。街へ向かう途中、メガネに刻まれた情報を元に駆けつけたオートボットたちと合流するが、情報を嗅ぎつけたディセプティコンたちも現れる。やがてサムたちは街にたどり着くが、すでに街はディセプティコンによって包囲されており、そして戦闘が始まる。バンブルビーが脚を故障し、ジャズがメガトロンによって殺害されるなど絶望的な状況に陥るも、ミカエラはバンブルビーと協力してブロウルを倒し、レノックスたちは決死の戦法によってブラックアウトの撃破に成功。ボーンクラッシャーとの戦いで足止めを食らったオプティマス・プライムも到着し、遂にメガトロンとの一騎討ちが始まる。オプティマス・プライムはメガトロンの圧倒的な力に追い詰められるが、メガトロンは米軍の戦闘機F-22の集中砲火を浴びて形勢は逆転。その隙にサムがオールスパークをメガトロンへと融合させ、メガトロンはその強大な力に耐えられず破壊された。
戦いは終わり、メガトロンの残骸はローレンシア海溝へと沈められた。オールスパークが消滅したため、惑星サイバトロンを復活させることはできなくなってしまったが、オプティマス・プライムは地球を新しい故郷と定め宇宙に散った仲間たちへメッセージを送った。
しかし、一人逃げ延びたスタースクリームは、ある目的のために宇宙へと戻っていった。

## 登場人物

### 主な登場人物
サミュエル・ジェームズ・“サム”・ウィトウィッキー / Sam Witwicky
演 - シャイア・ラブーフ、吹き替え - 小松史法
本作品の人間側の主人公。三枚目でそそっかしい普通の高校生。チワワのモージョを飼っている。父・ロンとの約束（2,000ドルの貯金と3つの成績A）を果たし、中古車屋で錆付いたシボレー・カマロの74年型を手に入れた。このことで図らずもトランスフォーマーの抗争に巻き込まれ、戦いの中で徐々に成長していく。「ebay」のユーザーネームは「プレイボーイ217」。アメフト部の入部テストを受けたことがある。ミカエラとは小学校からの同級生だが、転校生と間違えられるほど存在感が薄かった。
ウィトウィッキーという姓はアニメ版に登場するスパイクのファミリーネームから引用したもの。
ミカエラ・ベインズ / Mikaela Banes
演 - ミーガン・フォックス、吹き替え - 東條加那子
本作品のヒロインで、クールで行動的なサムのクラスメート。車泥棒の父親の稼業を見様見真似で覚えたが、ある日身代わりに逮捕された。当初はサムのことを気にも留めていなかったが、サムと戦いに巻き込まれて行くうちに次第に想いを寄せていく。愛車はベスパ・LX150。車好きである。
オプティマス・プライム / Optimus Prime
声 - ピーター・カレン / 吹き替え - 玄田哲章
IDナンバー - MA-01
オートボットの総司令官で、トランスフォーマー側の主人公。ファイアーパターン入りのピータービルト・379トレーラートラックに変形。エナジーブレードなどが武装で指示だけでなく戦うことも出来るリーダー。「自由はすべての生き物が持つ権利（Freedom is the right of all sentient beings.）」をモットーに、自らを犠牲にしてまでも人類を守ろうとする。
本作品でのオプティマス・プライムは、俳優リーアム・ニーソンのイメージをモデルとし、より哲学的な思想を語る人物として描かれている。
バンブルビー / Bumblebee
声 - マーク・ライアン / 吹き替え - 加藤亮夫
IDナンバー - MA-03
オートボットの斥候で、トランスフォーマー側のもう一人の主人公。サムを保護するため一足先に送られてきた。イエローのシボレー・カマロに変形。武器は腕のプラズマキャノン。当初は2代目カマロに変身していたが、中盤で新型カマロを再スキャンする。地球に来る前の戦いで音声機能が損傷しており、サムと出会った時はラジオを使ってコミュニケーションを取っていた。メンバーの中で最も若く、コミカルで表情豊かな面がよく見られ、先述の再スキャンもミカエラに「オンボロカマロ」と言われたことが原因である。旧カマロの時の車内にはミラーボールや蜂のマスコットがついていた。
物語序盤でバンブルビーが中古車店に駐車した際、黄色いフォルクスワーゲン・ビートルが隣に置かれているが、これは初代アニメでバンブルビー（バンブル）が同車両に変形していたことに対して敬意を払い登場させたものである。キャラクター性はマイケル・J・フォックスがモデルとなっており、キャスティング候補にはフォックス本人があがっていた。また、ビークルモードとなる新型カマロはゼネラルモーターズ社のトップシークレット車両であり、撮影時には細心の注意が払われた。
メガトロン / Megatron
声 - ヒューゴ・ウィーヴィング / 吹き替え - 中村浩太郎
IDナンバー - MD-07
ディセプティコンのリーダーで、1作目のメインヴィラン。玩具CMでは「ディセプティコン破壊大帝」と紹介される。エイリアンジェットに変形。キューブを追って古代の地球に飛来したが重力に引かれて北極海に墜落し、そのまま凍結していた。時を経てアーチボルト・ウィットウィッキーによって発見され、NBE-1 （Non Biological Extra-Terrestrial-1＝非生物型地球外生命体1号）と命名されて冷凍状態のままセクター7に保管されていた。その身体構造を解析して人類の科学技術の発展に利用されていた。
市街地戦ではジャズを殺害し、オプティマス・プライムとの一騎討ちでも彼を圧倒するが、空軍の戦闘機F-22の攻撃で致命傷を受け、最後はオールスパークをサムによって胸に押し込まれて倒された。
武器は右手のチェーンメイスと、両手を組み合わせて変形させるフュージョンカノン砲。

### 人類

#### 民間人
ロン・ウィトウィッキー / Ron Witwicky
演 - ケヴィン・ダン、吹き替え - 後藤哲夫
サムの父親で、アーチボルトの曾孫。陽気でおっちょこちょいだが肝の据わった性格。自分の若いころと重ねているのか、息子には少々甘い様子。園芸が趣味で、自宅の庭の芝に立ち入られることを非常に嫌がる。愛車はオースチン・ヒーレー100。
ジュディ・ウィトウィッキー / Julie Witwicky
演 - ジュリー・ホワイト、吹き替え - 野沢由香里
サムの母親。夫とは違い少々厳しいが、能天気でおしゃべりな面では同じ。アルコールが入るとさらに饒舌になり、劇中では下ネタを飛ばしてサムとロンを唖然とさせた。
アーチボルト・ウィトウィッキー / Archibald Witwicky
演 - ウィリアム・モーガン・シェパード、吹き替え - 藤本譲
サムの高祖父で探検家。
1897年に北極を調査中、崩落した氷の下で未知の物体（氷漬けのメガトロン）を発見。この発見は裏で「人類最大の大発見」と称されている。彼の遺品である眼鏡をネットオークションに出品したことが原因で、サムはディセプティコンに追われることになってしまう。
彼のモットーである「No sacrifice, No victory.（犠牲無くして、勝利無し）」という言葉は、ウィトウィッキー家の家訓として語り継がれている。
ボビー・ボリビア / Bobby Bolivia
演 - バーニー・マック、吹き替え - 岩崎ひろし
中古車店のディーラー。利益次第で態度を変える現金な性格。ニャンドゥーというボリビア産の鳥を飼っている。
マイルズ・ランカスター / Miles Lancaster
演 - ジョン・ロビンソン、吹き替え - 細谷佳正
サムの友達。女の子に興味を持つ年頃だが、女子の気を引くためにという理由で木にぶら下がったりするなど、若干ズレたセンスの持ち主。大型犬を飼っている。姓は小説版より。
トレント・デマーコ / Trent DeMarco
演 - トラヴィス・ヴァン・ウィンクル
サム、ミカエラのクラスメート。筋骨隆々とした体格で典型的ないじめっ子気質。ミカエラのボーイフレンドだったが、些細なケンカが原因で、ミカエラとは序盤であっさり別れてしまう。姓は小説版より。

#### 政府・軍人側
ウィリアム・レノックス / William Lennox
演 - ジョシュ・デュアメル、吹き替え - 矢崎文也
アメリカ陸軍大尉。カタール基地襲撃事件の生存者。帰国の後、トランスフォーマーとの実戦経験が承認され部隊の指揮を任される。現場では勇猛果敢な兵士だが、家族の前では1人の父親であり、生まれたばかりの娘とテレビ電話で対面した際には溺愛振りを見せていた。最終決戦時には、路上に乗り捨てられていたアプリリア・RSV1000Rを駆りブラックアウトを撃破するなど、部隊を率いて戦果を挙げた。
『G.I.ジョー』シリーズに登場するワイルド・ビルがモデルとされている（小説版では「通称ワイルド・ビル」との記述がある）。
ロバート・エップス / Robert Epps
演 - タイリース・ギブソン、吹き替え - 山野井仁
アメリカ空軍技術軍曹で、レノックスの部下。カタール基地襲撃事件の生存者の1人。以後は戦闘機を要請・誘導するなど随所で活躍する。
シーモア・シモンズ / Seymour Simmons
演 - ジョン・タトゥーロ、吹き替え - チョー
トランスフォーマーの存在を調査するセクター7捜査官。規則は絶対遵守、『スーパーマン』のロゴをパロディしたセクター7のランニングシャツを着ているなど、組織に忠実だが、それゆえに融通が利かない頑迷な性格で、ケラーからも「変わった奴」と評される。
セクター7本部でのフレンジー襲撃時、ケラーと共に火炎放射器やショットガンで応戦する姿を見せる。
製作段階ではシモンズ役はロバート・デニーロやジェームズ・ウッズなどが候補に挙がっていた。
ジョン・ケラー / John Keller
演 - ジョン・ヴォイト、吹き替え - 平野稔
アメリカ合衆国国防長官。ブラックアウトのカタール基地襲撃を国家の危機と判断し、国家防衛のために奔走する。当初はマギーの意見を一蹴していた。フレンジーの襲撃に対しては自ら銃を取って戦った。
マギー・マドセン / Maggie Madsen
演 - レイチェル・テイラー、吹き替え - 林真里花
カタール基地でのハッキング信号を解析するために民間から結成されたハッカーチームの一人で、フレンジーのエアフォースワンからのハッキングに真っ先に気付く。終盤では国防長官のアドバイザーとしてセクター7本部に赴くことになる。
グレン、ケラー、シモンズと共に空軍との連絡が取れるように作業するが、途中でフレンジーの襲撃に遭う。また、本編ではケラーからショットガンを受け渡されるシーンだけだが、メイキング映像で扉越しにいるフレンジーに向かって罵声を浴びせながらショットガンを撃つ場面がある。
また、作中15cmのハイヒールを履いており、国防省に召集要請される前のオフィスで両手に資料を抱えながらエレベーターのボタンをヒールで押すという未公開映像がメイキングで収録されている。
グレン・ホイットマン / Glen Whitmann
演 - アンソニー・アンダーソン、吹き替え - 高木渉
マギーの友人の黒人男性で、肥満体の天才ハッカー。少々ふてぶてしい性格。口うるさい祖母や自分を上回る巨体の従兄弟と同居している。マギーが無断で持ち出したエイリアンの信号を解析した。終盤ではマギーと共にセクター7に向かう。
マギー、ケラー、シモンズと共に空軍との連絡が取れるように作業するが、途中でフレンジーの襲撃に遭うも、パソコンで作った即席のモールス信号機で空軍との連絡を取れることに成功し、F-22部隊の出撃要請に成功する。
ホルヘ・フィゲロア / Jorge Figueroa
演 - アマウリー・ノラスコ、吹き替え - 志村知幸
レノックスの部下。愛称はフィグ。南米出身で、相手に通じなくともお構い無しにスペイン語を話し、その度にどやされる。カタール基地から脱出するが、スコルポノックとの交戦中に爆風を浴びて負傷する。
小説版ではレノックスとともに輸送機で帰国の途に就く途中の機内で、スコルポノックの攻撃で受けた傷が原因でレノックスに見守られながら息絶えてしまう。
パトリック・ドネリー / Patrick Donnelly
演 - ザック・ウォード、吹き替え - 佐藤せつじ
レノックスの部下。黒縁の眼鏡が特徴。レノックスたちと共にカタール基地から脱出するが、追跡してきたスコルポノックに背後から体を貫かれ、地中に引きずり込まれて絶命した。
トム・バナチェック / Tom Banachek
演 - マイケル・オニール、吹き替え - 原康義
セクター7のエージェントの一人。彼がケラーに火星探査機ビーグル2号の事故の真実を報告したことで、一連の攻撃が地球外からのものによることを確証させた。

### トランスフォーマー
オールスパークを求めて惑星サイバトロンからやってきた地球外生命体。魂とも呼ぶべきスパークを内蔵し、金属から構成されたボディを持った金属生命体（超ロボット生命体）である。降り立った惑星の環境に適応するためにトランススキャンと呼ばれる能力を持ち、質量がほぼ一致する様々な物体の姿に外見から内部構造、機能にいたるまで擬態することができる。トランススキャン能力は自由に変更が可能であり、新たな対象をスキャンして取り込むことも、過去のデータを任意に引き出して使用することもできる。また偽装用として、車内や機内に3次元映像の乗員を投影することも可能である。

#### オートボット（Autobots）
オールスパークを求めて地球にやってきた正義のトランスフォーマー軍団で、惑星サイバトロン復興のためオールスパーク捜索に尽力。軍団名は「自律型ロボット生命体（Autonomous Robotic Organisms）」が由来。
ラチェット / Ratchet
声 - ロバート・フォックスワース / 吹き替え - 浦山迅
IDナンバー - MA-02
軍医兼科学者。黄緑がメインのハマー・H2のレスキュー車に変形。手術用のハンマーや回転カッターなどを巧みに使ってディセプティコンと戦った。ややデリカシーに欠ける一面も持っている。
ラチェットが変形するレスキュー車は実在するものではなく、映画スタッフが改造した架空のレスキュー車である。
ジャズ / Jazz
声 - ダリウス・マッカリー / 吹き替え - 楠大典
IDナンバー - MA-04
副司令官。シルバーのポンティアック・ソルスティスGXPに変形。全員インターネットから人間言語を学習したが彼はスラング混じりのそれを学習した。メンバーの中では最も小柄だが、臆せず敵に挑む。バンブルビーがセクター7に捕まった際にもバンブルビーのことを心配するなど仲間想いな一面も見せる。その性格ゆえ、復活を遂げたメガトロンにも体術で挑みかかる。
アイアンハイド / Ironhide
声 - ジェス・ハーネル / 吹き替え - 北川勝博
IDナンバー - MA-09
武器担当技術兵。黒のGMC・トップキック C4500に変形。オプティマス・プライムとは長い付き合いだが、人間の存在を快く思っていなかった。両腕のキャノンなど重火器を使いこなす戦闘のプロフェッショナル。
「You feeling lucky, punk?（今日はツイてるかい、兄ちゃん？）」の台詞は、クリント・イーストウッド演じる『ダーティハリー』の台詞である「Do I feel lucky? Well do ya, punk!（今日はツイてるか?どうなんだクソ野郎!）」のパロディである。

#### ディセプティコン（Decepticons）
軍団名の「ディセプティコン」は「欺瞞の民」「反逆者」の意味を持つ。オールスパークを狙って地球に侵入した悪のトランスフォーマー軍団であり、オールスパークを悪用して他の惑星の機械を操り支配しようと企む。
スタースクリーム / Starscream
声 - チャーリー・アドラー / 吹き替え - 宮澤正
IDナンバー - MD-08
メガトロン不在の間、指揮を務めていたNo.2。ロッキード・マーティン・F-22 ラプター（ステルス戦闘機）に変形。NASAの極秘映像に撮影された火星探査機を破壊する謎の生命体の正体はこのスタースクリームとされており、劇中でもプロトフォーム状態の彼が映されている。オールスパーク発見の報告を合図にディセプティコンを招集する。
旧シリーズとのデザインの違いが最も顕著なキャラクターであるが、胸部に機首が来る、両腕に火器を装備している、背中に翼があるなど細部の意匠は受け継いだものになっている。本作品に登場するディセプティコンで唯一生還した。
ブラックアウト / Blackout
IDナンバー - MD-01
シコルスキー・MH-53 ペイブロウ（軍用ヘリコプター）に変形。本作品に登場するトランスフォーマーでは一番大柄。多彩な武器を持ち、特にプラズマキャノンは放射線状に拡散して広範囲を薙ぎ払う強力な武器である。他にも胸部に格納されたキャノン砲や、格闘戦の際に展開される手首のローターブレードがある。カタール基地を襲撃した際、赤外線カメラでエップスに撮影される。
空軍の戦闘機F-22の攻撃を受けた直後、弱点である胸の下をレノックスに撃ち抜かれて死亡した。
なお、最初の変形シーンではG1シリーズと同じ効果音が使用されている。機体番号の4500Xは、マイケル・ベイの自家用機の番号でもある。
バリケード / Barricade
声 - ジェス・ハーネル / 吹き替え：北川勝博
IDナンバー - MD-02A
パトカー候補車となったサリーン・S281に変形。フレンジーとともにサムを襲い、オールスパークの所在が刻印された彼の祖父のメガネを狙うが、バンブルビーの妨害に遭い交戦する。
ディセプティコンの基準でも気難しく、働き者。ビークルモード時に後部側面に書かれている「To punish and enslave（〈罪人を〉罰し服従させよ）」という一文は、アメリカの警察車両に書かれている標語である「To protect and serve（〈市民を〉保護し奉仕しよう）」をもじったものである。
劇中では途中から姿を見せなくなり、その後の扱いについては各媒体で差異がある。小説版ではボーンクラッシャーがオプティマス・プライムに倒された直後にオプティマス・プライムに挑み、腰をねじ切られて死亡したとされ、アメコミではアイアンハイドに跳ね飛ばされ行動不能になっていたところをスタースクリームに助けられて元の諜報活動に戻っている。その後の実写映画版第三作目においては同名同型のディセプティコンが登場しているが担当声優が変わっており、一作目に登場したバリケードと同一人物なのかは不明。
フレンジー / Frenzy
声 - レノ・ウィルソン
IDナンバー - MD-02B
メンバーの中で最も小さい（人間の子供程度）、諜報活動を行うディセプティコン。GPXのCDプレイヤーに変形。エアフォースワンに侵入して国防総省のコンピュータにハッキング。バリケードとともにサムを襲う。体が破壊された際、一時的にミカエラのスマートフォンに偽装した。武器は胴体から射出される手裏剣状のカッターと両腕の小型マシンガン。メガトロンを解放し、セクター7でマギーらを襲うが、自分で投げた手裏剣が自分の頭に命中し、死亡した。
フレンジーが発している早口のサイバトロン語は「ツタンカーメン」という単語をデジタル加工して作られたもの。ただし要所ではきちんとキーワードを交えた会話をしている。
基本的にディセプティコンの目の色は赤だが、フレンジーの目の色は青である（玩具ではフレンジーの目も赤）。
元々このキャラクターはサウンドウェーブとしての登場であったが、ストーリー上の事情で従来のサウンドウェーブの存在感を引き出せないため、マイケル・ベイがサウンドウェーブの代わりになる存在として新しいオリジナルのディセプティコンを考案したのがフレンジーである。
実写映画版第二作目において意外な形で登場している。
ブロウル（デバステーター） / Brawl
IDナンバー - MD-03
戦車をスキャンした際ブロウルの方が質量が大きかったため、M1エイブラムスを基にしたオリジナル戦車に変形。
市街地でレノックスたちと激闘を繰り広げるが、ミカエラとバンブルビーの連携プレーにより倒される。
当初の名前はコンバットロンのブロウルだったが、映画会社と玩具メーカーの通達ミスで映画ではデバステーター、玩具はブロウルという名称になっている。
スコルポノック / Scorponok
IDナンバー - MD-04
ブラックアウトの背中から射出されるサソリ型ディセプティコン。尻尾を除く胴体部の長さが2.6m（ソニーマガジンズから発行されたムック本のデータより）と小型で、動物程度の知能しか持たないが主人の命令には忠実に従う。ブラックアウトの命令でエップスを追跡する。ロボットモードは玩具でのみ存在する。武器は尻尾のスピアと前足のスピニングピンサー。
劇中では砂漠でレノックスたちと交戦し、逃亡した後行方不明となり、市街地での最終決戦にも召集されなかった。
ボーンクラッシャー / Bonecrusher
声 - ジミー・ウッド
IDナンバー - MD-09
フォースプロテクション・バッファロー（地雷除去車）に変形。脚部のタイヤをローラースケートのように利用して走り、背中の巨大な爪と長い腕を武器にオプティマス・プライムに戦いを挑むが、首を切断され死亡した。
変形車種であるバッファローは、カタログに掲載されていた写真の地雷処理用クローの迫力を見込まれての起用だったが、実際に実物を確認してみるとその大きさは36cm程度しかなかったため、急遽大型のクローが増設された。

## 登場兵器
- F-22 ラプター
- AC-130 スペクター
- A-10 サンダーボルト
- V-22 オスプレイ
- MH-53 ペイブロウ
- UH-60 ブラックホーク
- RQ-1 プレデター
- M1エイブラムス
- フォースプロテクション・バッファロー
- ダネルMGL
- M4カービン

## スタッフ
- 監督 - マイケル・ベイ
- 製作 - ドン・マーフィー（英語版）、トム・デサント（英語版）、ロレンツォ・ディ・ボナヴェンチュラ、イアン・ブライス
- 製作総指揮 - スティーヴン・スピルバーグ、マイケル・ベイ、ブライアン・ゴールドナー、マーク・ヴァーラディアン
- 製作補佐 - ケニー・ベイツ
- 脚本 - アレックス・カーツマン、ロベルト・オーチー、ジョン・ロジャース
- 編集 - ポール・ルベル、グレン・スキャントルベリー
- 撮影 - ミッチェル・アマンドセン（英語版）
- 撮影第二班 - ルーカス・エリントン
- 視覚効果 - スコット・ファーラー（英語版）
- アニマトロニクス監修・操演 - グレゴリー・ニコテロ
- 美術 - ナイジェル・フェルプス（英語版）
- 衣装 - デボラ・リン・スコット
- 音楽 - スティーヴ・ジャブロンスキー
- 主題歌 - リンキン・パーク「ワット・アイヴ・ダン」
- VFX - インダストリアル・ライト&マジック、デジタル・ドメイン、CLMスタジオ
- 字幕翻訳 - 松崎広幸
- 吹替翻訳 - 岸田恵子
- 吹替演出 - 三好慶一郎

## 作品解説

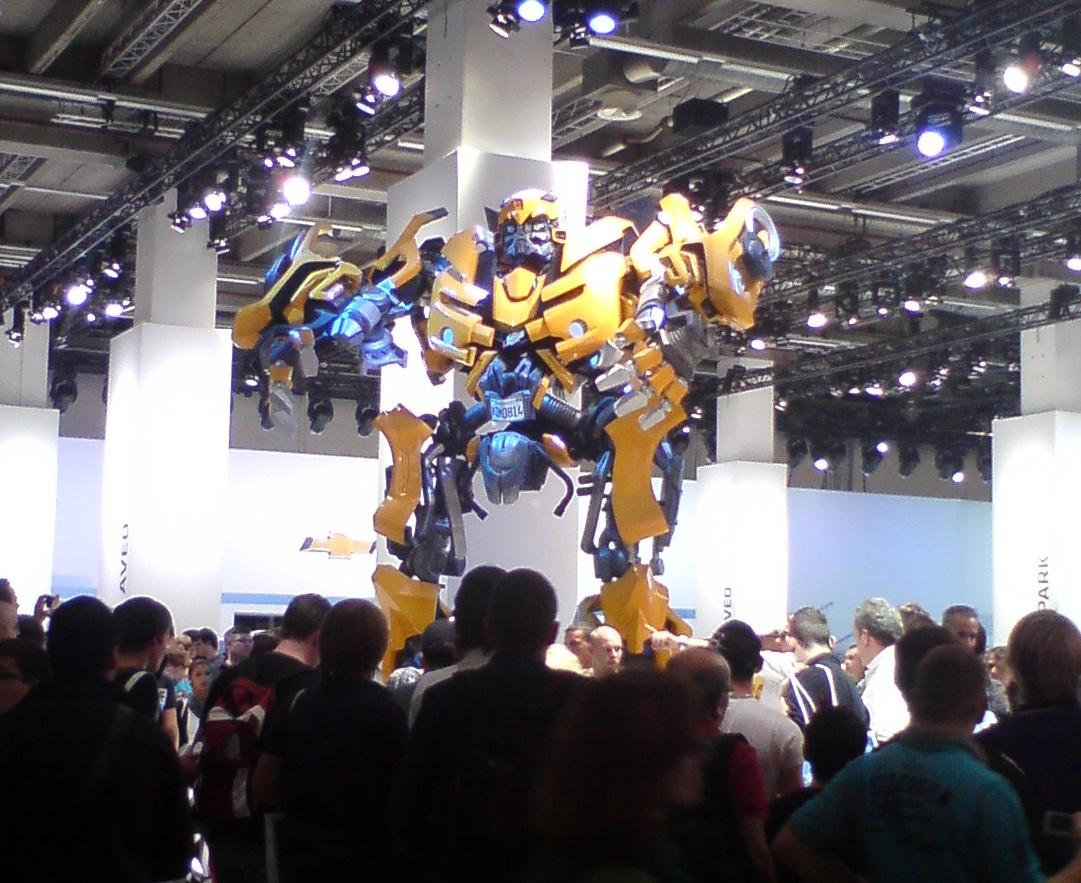
IAAでのプロモーション

何度か実写化は企画されてきたものの映像面の問題や物語展開が困難などの理由で不可能とされてきたが、映画会社が実写化を強く要望したためついに実現した。
企画の段階ではスティーヴン・スピルバーグが監督する意思があったが、脚本が完成した段階でメガホンを取る時間が割けず、また脚本の内容から「自分よりも若い監督がメガホンを取るべき」と判断したため、製作総指揮にまわりマイケル・ベイに監督を依頼した。スピルバーグは製作総指揮だけではなく、ベイ監督にも演出面で経費を節約するアドバイスを行っており、2億ドル以上かかると言われた本作品の制作費を1億5千万ドルまで抑えた。
マイケル・ベイは監督オファーの話が来た際、子ども向け玩具を原作とする本作品の監督をすることに難色を示していたが、ハズブロのトランスフォーマーに関する研修を受けさせてもらい、映像資料などを観ていくうちに考えを改めたという。終盤においてメガトロンに指一本で弾き飛ばされた男性はエキストラ出演したマイケル・ベイ本人である。
ILMのVFXチームは、同時期に『パイレーツ・オブ・カリビアン/ワールド・エンド』のVFX制作の依頼が来ていたが、スタッフのほとんどがトランスフォーマーのファンだったため、同映画の制作を蹴って本作品を選んだ。
ダイ・ハード4.0、スパイダーマン同様、少年が困難に対処する中で男気を発揮し、最後に憧れの女性の心をつかむというサクセス・ラブロマンスの形式となっている。

### コンセプト・デザイン
作中でバンブルビーが変形する新型カマロを使用するにあたり、ゼネラルモーターズが自社ブランド自動車の使用を条件に出したことから、オプティマス・プライムとバリケードを除く主要車種がGM社の車で統一されている。
キャラクター作りはタカラトミーから間接的な協力を得て、オリジナルにできるだけ忠実ながら実在性を考えてデザインされた。総勢20人ほどのデザイナーが集められデザインされている。
本作品の製作中にオプティマス・プライムの実写用のコンセプトデザインがネットに流出した際、マイケル・ベイはそのデザインに不満を抱いたファンから脅迫を受けたことがある（「マイケル・ベイを捕まえて殺す」など）。

### VFX
トランスフォーマーたちの変形シーンはマイケル・ベイのワンカットでみせたいという要望に応え細部までリアルに作り込まれている。最大で2万個以上の部品が動く複雑な変形シーンのアニメーションはCGアーティストの山口圭二が担当した。一体辺り数万という破格の部品数で構成されていたことから、製作当初動かそうとしただけでILM300台のパソコンが一斉に停止するという事態を引き起こした。
本作品のトランスフォーマーたちの動きにモーションキャプチャは使われておらず、全てアニメーターたちの手作業により動きを付けられている。ただし、戦闘シーンに関してはスタントマンたちによって行われた実際の立ち回りのテストショットをベースにしている。また合成に必要なブルーバックなどもほとんど使用されなかった。
『超時空要塞マクロス』（同じショットが連発されている）など、日本のロボットアニメーションも参考にしている。

### 演出

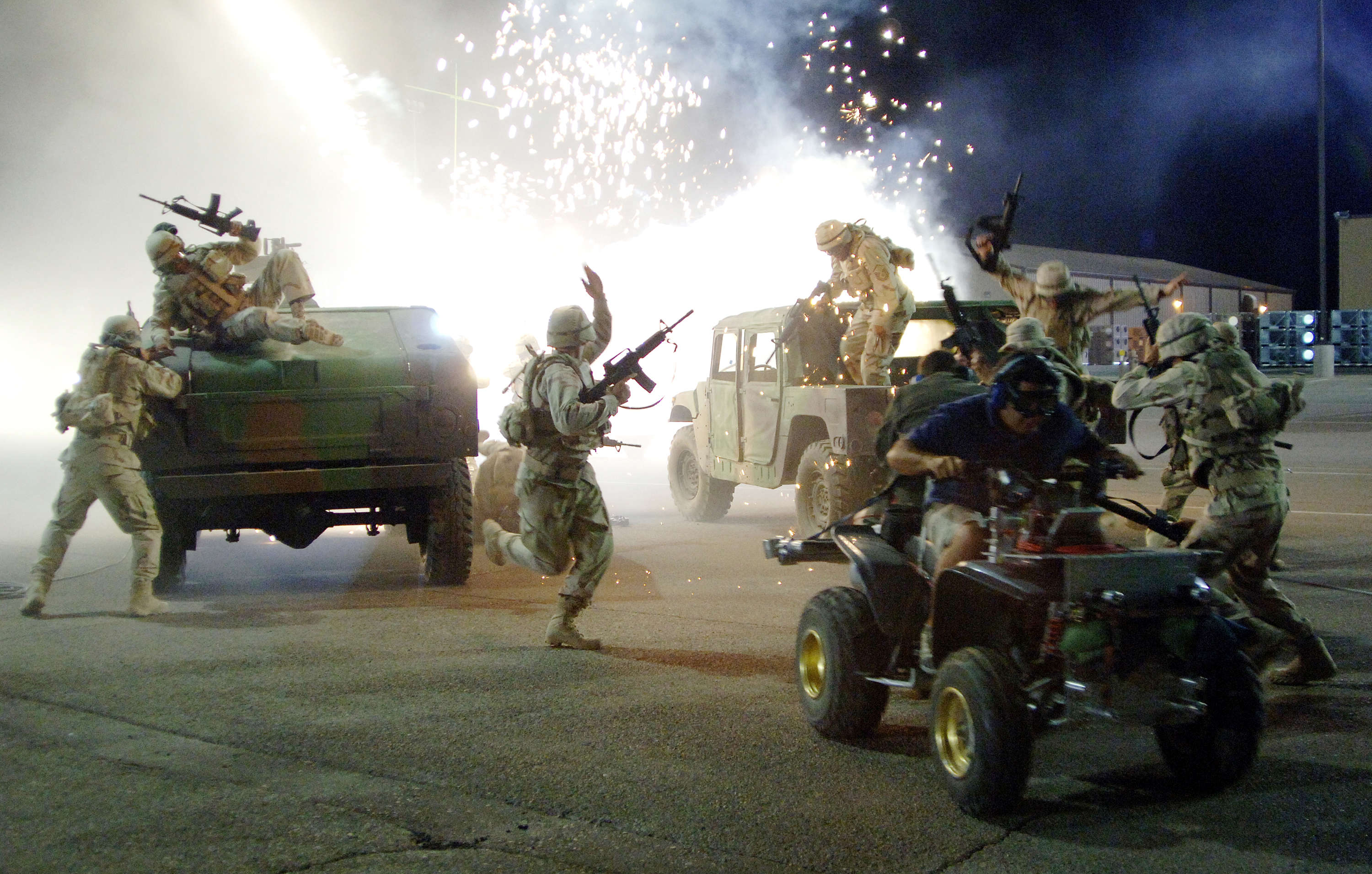
アメリカ軍が参加した撮影風景

本作品ではトランスフォーマーの巨大感を出す演出に際し、遠くに居る場合は遅く、近くに居る場合は素早くといった演出方法を取っている。これはカメラから遠い場合は遅い動きの方が重量感が出るが、カメラに近ければ巨大なロボットがスピード感のある演出で動き回っても違和感がないという判断に基づいた演出である。
脚本が軍を好意的に描いているため戦闘シーンはアメリカ軍の全面協力を得ることが出来、エキストラの多くに現役軍人や退役軍人などが参加している。またF-22・MH-53 ペイブロウ・V-22 オスプレイ・A-10 サンダーボルトII・AC-130 ガンシップなどは模型やCGではなく本物が貸し出され、他の映画では見られない、これらの兵器が大活躍している臨場感ある稀少なシーンを撮影することが出来た。
カタールでスコルポノックとの戦闘でアメリカ国防総省を呼び出す際に、クレジットカードの使用の有無で手間取っていたが、これは湾岸戦争において実際の戦闘であったエピソードをモチーフにしている。

## 評価

### 受賞
第34回サターン特殊効果賞、第17回MTVムービー・アワードではベスト作品賞を受賞。
スクリーム賞では最優秀SF映画賞に選ばれ、オプティマス・プライムとメガトロンの最終決戦が「"Jump-From-Your-Seat" Scene of the Year」に輝いた。
第80回アカデミー賞では録音賞、音響編集賞、視覚効果賞に候補としてノミネートされた。

## テレビ放映
| 回数 | 放送局     | 放送枠          | 放送日        | 放送時間      | 放送分数 | 吹替版     | 平均世帯 視聴率 |
| ---- | ---------- | --------------- | ------------- | ------------- | -------- | ---------- | --------------- |
| 1    | フジテレビ | 土曜プレミアム  | 2009年6月20日 | 21:00 - 23:55 | 175分    | 劇場公開版 | 15.3%           |
| 2    | テレビ朝日 | 日曜洋画劇場    | 2011年7月24日 | 21:00 - 23:24 | 144分    | 劇場公開版 | 13.2%           |
| 3    | テレビ朝日 | 日曜洋画劇場    | 2013年1月20日 | 21:00 - 23:24 | 144分    | 劇場公開版 | 13.1%           |
| 4    | 日本テレビ | 金曜ロードSHOW! | 2014年8月8日  | 21:00 - 23:24 | 144分    | 劇場公開版 | 11.0%           |
| 5    | フジテレビ | 土曜プレミアム  | 2018年7月14日 | 21:00 -23:10  | 130分    | 劇場公開版 | 6.6%            |

- 視聴率はビデオリサーチ調べ、関東地区・世帯・リアルタイム。

## Blu-ray・HD DVD・DVD
2007年12月19日にパラマウントよりHD DVD版とDVD版の2フォーマットをリリース。2009年5月22日にはBlu-ray Disc版をリリース。
- Blu-ray・HD DVD
  - トランスフォーマー スペシャル・コレクターズ・エディション ※2枚組/通常版[26]

※ Blu-ray版では日本公開当時に販売されていたパンフレットの縮小復刻版が同封されている。
※ Blu-ray版ではHD DVD同様インタラクティブ機能を収録した他、Blu-ray版だけの特典BD Liveも収録。
- DVD
  - トランスフォーマー スペシャル・コレクターズ・エディション ※2枚組/通常版[27]
  - トランスフォーマー オプティマスプライムBOX ※2枚組/10,000BOX限定販売

2007年当時、パラマウントがHD DVD支持を表明し、映画『トランスフォーマー』のBlu-ray Disc版を発売しないと発表したことについて、同作品のマイケル・ベイ監督が自身のブログでパラマウントを厳しく批判し、その後謝罪する騒ぎがあった。その後、Blu-rayとHD DVDのフォーマット戦争（規格争い）が終わり、Blu-rayへと規格統一されたことにより、2009年にBlu-ray版も発売された。
DVD版のオプティマス・プライムBOXは、予約の時点で完売という事態が起きた。

## 派生作品

### トランスフォーマービギニング
『TRANSFORMERS BEGINNINGS』。ウォルマート限定のDVD特典として収録された短編映像作品。ストーリーはIDWコミックをベースとした本編以前の前日譚で、コミックイラストに音声をあてたヴィジュアルボイスドラマとなっている。

#### キャスト
- オプティマス・プライム / Optimus Prime（声：ピーター・カレン）
- メガトロン / Megatron（声：フランク・ウェルカー）
- バンブルビー / Bumblebee（声：マーク・ライアン）
- スタースクリーム / Starscream（声：パトリック・ハラハン）
- ブラックアウト / Blackout（声：ブライアン・ステパネック）
- シーモア・シモンズ捜査官 / Seymour Simmons（声：ブライアン・ステパネック）
- ロン・ウィトウィッキー / Ron Witwicky（声：ケビン・ダン）
- アーチボルト・ウィトウィッキー（ウィトウィッキー長官） / Archibald Witwicky（声：パトリック・ヴィアル）
- セクター7捜査官ボールド / Bald Sector Seven agent（声：ハロルド・ヘイズJr.）

#### スタッフ
- 製作総指揮：マーク・ハーゾク、デビット・プライア
- 製作：ジョシュア・フォスター
- 脚本：シモン・ファーマン、クリス・ライヤル
- 作画：ドン・フィゲロア
- 彩色：ジョシュ・バーチマン

### 玩具
トランスフォーマーシリーズは玩具シリーズを軸にメディアミックスを行ってきたシリーズであり、玩具は単なるキャラクターグッズに留まらない「原案」として位置づけられてきた。本作品の場合は映画主導で作品やキャラクターデザインが作られているものの、変形可能な玩具の商品化はこれまで通りトランスフォーマーシリーズの玩具展開に携わってきたタカラトミーとハズブロが参加しており、映画公開に先駆けての2007年6月2日を皮切りに順次発売された。映画の主要キャラクターの他にも、劇中では端役扱いであったキャラクターや、映画に登場しない玩具独自のキャラクター、関連作品「トランスフォーマー THE GAME」に登場するキャラクターなども商品化されている。
トランスフォーマーシリーズにおいて、玩具化を前提としていないデザインに基づく商品化は本作品が初であり、さらにはハリウッドから僅かな資料しか渡されなかったため、各キャラクターの姿は劇中のものを再現しつつも、変形構造についてはオリジナルのスタイルで制作するという形で制作された。玩具化にあたっては複雑な変形構造を採用しつつも、「オートモーフ」機構と称する、劇中の変形をイメージして複数のパーツが連動して変形する機構が主要キャラクターの玩具に組み込まれており、映画版第1作の玩具シリーズを特徴付けるギミックとなっている。
玩具CMのナレーションは政宗一成が起用されている。政宗はアニメ第1作をはじめ、多くのトランスフォーマーシリーズのCMでナレーションを担当しており、当時の視聴者に強い印象を残した人物であった。
映画関連玩具を含めたトランスフォーマー玩具の売り上げは日本国内で前年比5.5倍となり、アメリカでも「クリスマスに欲しい玩具ランキング」の男児部門で1位を獲得するなど好評を博し、需要に対して供給が間に合わなくなるほどの反響があったという。タカラトミーにとって映画の玩具がこれほど売れたという前例はなく、公開期間が数週間しかない映像作品がどれほど売れるのかという点については半信半疑でもあったとしている。一方、あまりにも本作品の玩具の売れ行きが好調であったことは、他のトランスフォーマーシリーズ作品にも影響を及ぼしている。同時期から準備が進められていた『トランスフォーマー アニメイテッド』の展開は、それ自体は比較的好調であったにもかかわらず、本作品の玩具展開に注力するという判断から縮小を余儀なくされたという。
| IDナンバー                      | 名前                            | 原語名前                 | ビークルモード アイテムモード ビーストモード              | 映画&ビデオゲームに登場? | サイズ                   |
| オートボット（Autobots）        | オートボット（Autobots）        | オートボット（Autobots） | オートボット（Autobots）                                  | オートボット（Autobots） | オートボット（Autobots） |
| ------------------------------- | ------------------------------- | ------------------------ | --------------------------------------------------------- | ------------------------ | ------------------------ |
| MA-01                           | オプティマスプライム            | Optimus Prime            | ピータービルト379                                         | ○                        | Reader                   |
| MA-02                           | ラチェット                      | Racthet                  | ハマー・H2                                                | ○                        | Voyager                  |
| MA-03                           | バンブルビー                    | Bumblebee                | 1976 シボレー・カマロ                                     | ○                        | Deluxe                   |
| MA-04                           | ジャズ                          | Jazz                     | ポンティアック・ソルスティス                              | ○                        | Deluxe                   |
| MA-05                           | プロトフォーム オプティマス     | Protoform Optimus        | 流星                                                      | ○                        | Deluxe                   |
| MA-06                           | スパイショット6                 | Spy-Shot 6               | デジタルカメラ                                            | ×                        | Basic                    |
| MA-07                           | スピードダイヤル800             | Speed-Dial 800           | 携帯電話                                                  | ×                        | Basic                    |
| MA-08                           | ロングビュー                    | Longview                 | 双眼鏡                                                    | ×                        | Basic                    |
| MA-09                           | アイアンハイド                  | Ironhide                 | GMC・トップキック C4500                                   | ○                        | Voyager                  |
| MA-10                           | ニューバンブルビー              | New Bumblebee            | 2009 シボレー・カマロ                                     | ○                        | Deluxe                   |
| MA-11                           | アーシー                        | Acree                    | 2006 ビューエル ファイアーボルト XB12R                    | ×                        | Deluxe                   |
| MA-12                           | ハイスコア100                   | High-Score 100           | ゲームコンソール コントローラー                           | ×                        | Deluxe                   |
| MA-13                           | ツインブラスター オプティマス   | Twin-Blaster Optimus     | ピータービルト379                                         | ○                        | Voyager                  |
| MA-14                           | ファイナルバトル ジャズ         | Final Battle Jazz        | ポンティアック・ソルスティス                              | ○                        | Deluxe                   |
| MA-15                           | ロングアーム                    | Long-Arm                 | フォード F-350                                            | ○                        | Deluxe                   |
| MA-16                           | レスキューラチェット            | Rescue Racthet           | ハマー・H2                                                | ○                        | Voyager                  |
| MA-17                           | ナイトビート7                   | Nightbeat 7              | MP3プレーヤー                                             | ×                        | Basic                    |
| MA-18                           | ナイトウオッチ オプティマス     | Night-Watch Optimus      | ピータービルト379                                         | ○                        | Reader                   |
| MA-19                           | ランドマイン                    | Landmine                 | アサルトバギー                                            | ×                        | Deluxe                   |
| MA-20                           | ブラック アーシー               | Black Acree              | 2006 ビューエル ファイアーボルト XB12R                    | ×                        | Deluxe                   |
| MA-21                           | バトルモード オプティマス       | Battle Mode Optimus      | ピータービルト379                                         | ○                        | Reader                   |
| MA-22                           | バトルモード バンブルビー       | Battle Mode Bumblebee    | 2009 シボレー・カマロ                                     | ○                        | Deluxe                   |
| ディセプティコン（Decepticons） |                                 |                          |                                                           |                          |                          |
| MD-01                           | ブラックアウト                  | Blackout                 | MH-53航空機                                               | ○                        | Voyager                  |
| MD-02                           | バリケード&フレンジー           | Barricade & Frenzy       | サリーン・S281（バリケード） フロントグリル（フレンジー） | ○                        | Deluxe                   |
| MD-03                           | ブロウル                        | Brawl                    | M1エイブラムス                                            | ○                        | Deluxe                   |
| MD-04                           | スコルポノック                  | Scorponok                | サソリ                                                    | ○                        | Deluxe                   |
| MD-05                           | プロトフォーム スタースクリーム | Protoform Starscream     | 流星                                                      | ○                        | Deluxe                   |
| MD-06                           | パワーアップVT6                 | Power-Up VT6             | 携帯型ゲーム機                                            | ×                        | Basic                    |
| MD-07                           | メガトロン                      | Megatron                 | エイリアンジェット                                        | ○                        | Reader                   |
| MD-08                           | スタースクリーム                | Starscream               | F-22戦闘機                                                | ○                        | Voyager                  |
| MD-09                           | ボーンクラッシャー              | Bonecrusher              | バッファロー地雷除去車                                    | ○                        | Deluxe                   |
| MD-10                           | レッケージ                      | Wreckage                 | ストライカー装甲車                                        | ×                        | Deluxe                   |
| MD-11                           | スウィンドル                    | Swindle                  | シボレー・コバルト                                        | ○                        | Deluxe                   |
| MD-12                           | ブースターX10                   | Booster X10              | MP3プレーヤー                                             | ×                        | Basic                    |
| MD-13                           | ズームアウト25X                 | Zoom-Out 25X             | カムコーダ                                                | ×                        | Basic                    |
| MD-14                           | フローズン メガトロン           | Frozen Megatron          | エイリアンジェット                                        | ○                        | Voyager                  |
| MD-15                           | ドレッドウイング                | Dreadwing                | MIG-29航空機                                              | ○                        | Deluxe                   |
| MD-16                           | ミーンタイム                    | Meantime                 | デジタル式の腕時計                                        | ×                        | Basic                    |
| MD-17                           | ペイロード                      | Payload                  | ブルドッグII                                              | ○                        | Deluxe                   |
| MD-18                           | ドロップキック                  | Dropkick                 | シボレー・シルバラード                                    | ○                        | Deluxe                   |
| MD-19                           | サンダークラッカー              | Thundercracker           | F-22戦闘機                                                | ×                        | Voyager                  |
| MD-20                           | リーコン バリケード&フレンジー  | Recon Barricade & Frenzy | サリーン・S281（バリケード） フロントグリル（フレンジー） | ○                        | Deluxe                   |
| MD-21                           | ワイアータップV20               | Wire-Tap V20             | 携帯電話                                                  | ×                        | Basic                    |
| MD-22                           | インシネレーター                | Incinerator              | V-22航空機                                                | ×                        | Voyager                  |
| MD-23                           | ストッケード                    | Stockade                 | キャデラック・エスカレード                                | ×                        | Deluxe                   |

### 小説
アラン・ディーン・フォスターにより、映画の内容を基にしたノベライズ版、および映画版の設定に準拠した前日譚『ゴースト・オブ・イエスタデイ』が小説として出版されており、日本では早川書房〈ハヤカワ文庫〉から日本語訳版が出版されている。
- 『トランスフォーマー ゴースト・オブ・イエスタデイ』、金子司訳、2007年7月15日発行（2007年7月6日発売[39]）、ISBN 978-4-15-011621-7
- 『トランスフォーマー』、中原尚哉訳、2007年7月15日発行（2007年7月6日発売[40]）、ISBN 978-4-15-011622-4